# Krzysztof Fikiel
Krzysztof Fikiel (* 3. Februar 1958 in Rdziostów) ist ein ehemaliger polnischer Basketballspieler.

## Laufbahn
Fikiel spielte auf Vereinsebene bei Wislau Krakau, der 2,06 Meter große Akteur konnte auf dem Flügel und auf der Innenposition unter dem Korb eingesetzt werden.
1979 nahm er mit der polnischen Nationalmannschaft an der Europameisterschaft teil, 1980 spielte er bei den Olympischen Sommerspielen von Moskau und erzielte während des Turniers pro Partie im Schnitt 9,4 Punkte. Auch 1981, 1983, 1985 und 1987 nahm Fikiel an EM-Turnieren teil, 1985 war er mit 11,3 Punkten pro Spiel drittbester Korbschütze der polnischen Mannschaften. Insgesamt bestritt er 203 Länderspiele für Polen, in denen er 2109 Punkte erzielte.
Mit seiner Frau, der Volleyballspielerin Barbara Rabajczyk, und den beiden gemeinsamen Kindern Jan und Katharina, die später beide Profikarrieren als Basketballer einschlugen, ging Fikiel 1989 nach Deutschland, wo er für den SV Oberelchingen zunächst in der Regionalliga spielte und 1994 in die Basketball-Bundesliga aufstieg.
Nach dem Ende seiner Spielerkarriere blieb Fikiel in Oberelchingen und wurde Hausmeister der örtlichen Brühlhalle.